# John Lurie

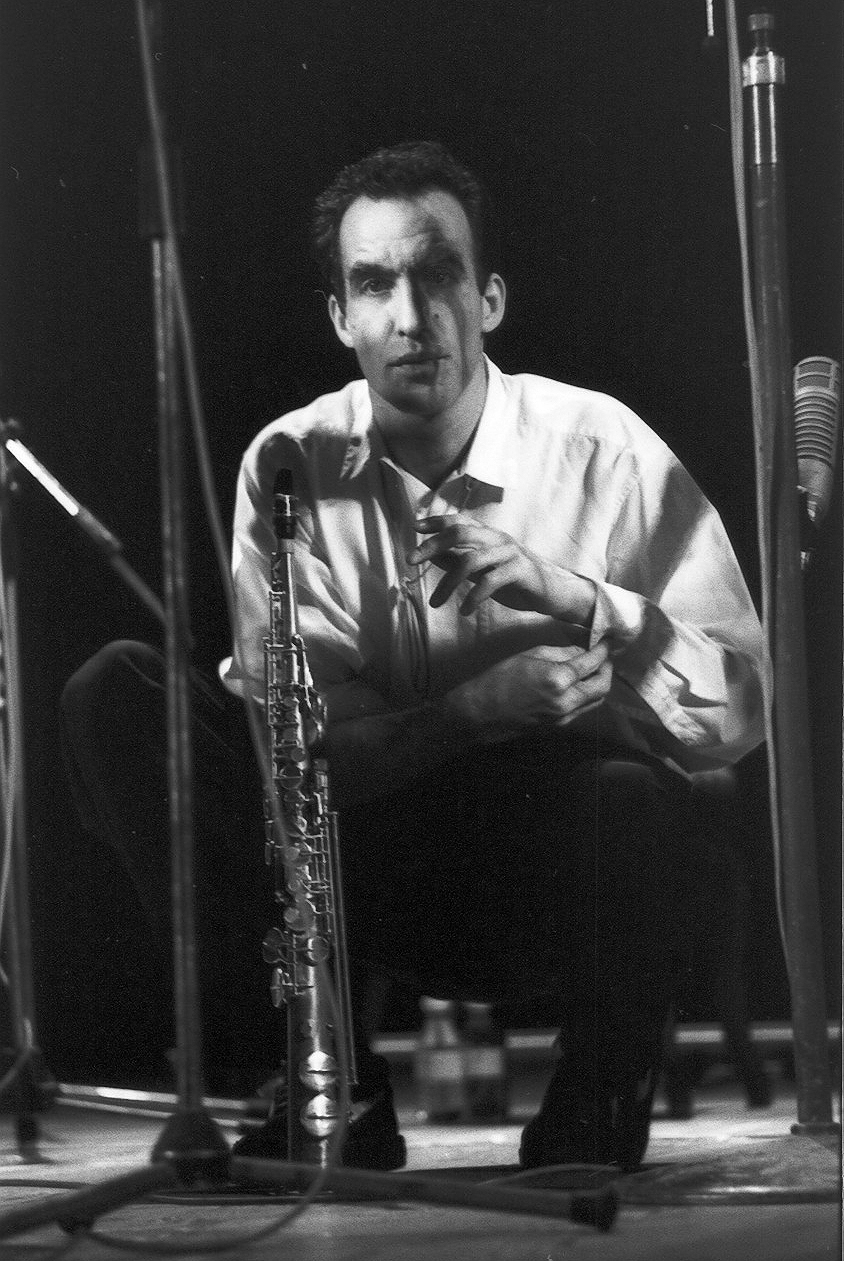
John Lurie (1992)

John Lurie (* 14. Dezember 1952 in Minneapolis, Minnesota) ist ein US-amerikanischer Komponist, Musiker, Schauspieler, Film- und Musikproduzent sowie auch Maler und Autor.

## Leben und Wirken

### Musik und Film
Lurie gründete 1978 mit seinem Bruder Evan Lurie in New York die Gruppe Lounge Lizards, in der er Alt- und Sopransaxophon spielte. Lurie prägte dabei den Begriff Fake-Jazz, um die Musik der Gruppe zu beschreiben.
Ab 1980 spielte er in den ersten drei Filmen von Jim Jarmusch, für die er auch die Filmmusik komponierte: Permanent Vacation, Stranger than Paradise und Down by Law. Spätestens durch Stranger than Paradise, der 1984 in die Kinos kam, erzielte er mit seinem lakonisch-coolen Auftreten und seinem Outfit, bestehend aus Borsalino-Fedorahut und einem alten Anzug, über die Grenzen von Downtown New York hinaus Kultstatus.
Für die Fernsehserie Fishing with John lud Lurie 1991 berühmte Kollegen zum Fischen ein, obwohl er (laut Untertitel) selbst keine Ahnung vom Fischen hatte. Mit dabei waren Willem Dafoe, Matt Dillon, Dennis Hopper, Jim Jarmusch und Tom Waits.
1998 gründete Lurie mit Strange & Beautiful Music sein eigenes Musiklabel und veröffentlichte mit Queen of All Ears das vorerst letzte Album seiner Gruppe Lounge Lizards sowie den Soundtrack zu Fishing with John. 1999 wurde hier auch sein Marvin-Pontiac-Projekt veröffentlicht, das posthume „Erbe“ eines afrikanisch-jüdischen Bluesmusikers. Die Figur des Marvin Pontiac und alle Songs wurden von Lurie selbst geschaffen. Lounge-Lizards-Musiker wie Marc Ribot und Billy Martin halfen bei den Aufnahmen, auch Eszter Bálint, seine Mitspielerin aus Stranger than Paradise, ist auf dem Album zu hören (Small Car). 2017 erschien ein zweites Marvin-Pontiac-Album, Marvin Pontiac: The Asylum Tapes, beworben mit der Aussage: „Marvin Pontiac was anonymously sent a 4 track tape recorder during the years he was held at Esmerelda State Mental Institution. This is what he did with it.“ (deutsch: „Marvin Pontiac wurde anonymerweise ein 4-Track-Aufnahmegerät geschickt, während er Insasse der Esmerelda State Mental Institution war. Hier ist, was er daraus gemacht hat.“) 2014 erschien ein neues Album mit bisher unveröffentlichten Aufnahmen des John Lurie National Orchestra (The Invention of Animals).

### Malerei

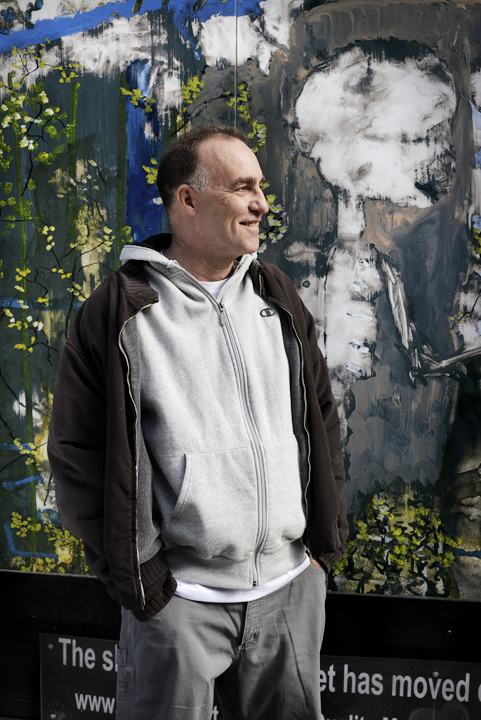
John Lurie 2013

Lurie zog sich nach einer Infektion mit Borreliose 1994 häufiger aus der Öffentlichkeit zurück und malt seit dieser Zeit. Er stellt seine naiven Bilder seit 2004 u. a. in New York, München und Amsterdam aus sowie 2012 in Berlin und veröffentlichte 2007 zwei Bücher: Learn to Draw mit Zeichnungen beim Verlag Walther König und A Fine Example of Art bei powerHouse, in der er als Maler wie auch erstmals als Autor einfacher, kurzer Texte auftritt. Lurie malt im Grunde bereits seit den 1970ern. Doch erst die Borreliose-Krankheit bewog ihn, sich auf diese Kunstform zu konzentrieren („It was like: Ok I am putting my soul into this“). Er begann mit Bleistiftzeichnungen und arbeitet heute mit Aquarell und Öl. Lurie sieht seine Gemälde als die natürliche Fortsetzung seiner Malerei in der Kindheit und bezieht sich generell positiv auf den „kindlichen“ Zugang zur Kunst. Das Museum of Modern Art hat einige seiner Werke in seine permanente Kollektion aufgenommen.
2021 strahlte HBO die erste Staffel der Serie Painting with John (eine Anspielung auf das frühere Fishing with John des Künstlers), in der er beim Aquarellmalen begleitet wird. Ein Jahr später folgte eine zweite Staffel. Die Serie wurde überwiegend positiv rezipiert.

### Offener Brief
Zeitweise kämpfte Lurie für den Rückruf eines Artikels über ihn, der 2010 im Magazin The New Yorker erschienen war. Freunde und andere Leute, die für diesen Artikel interviewt wurden, verfassten einen offenen Brief an das Magazin. Sie erklärten in diesem Brief, dass ihre Worte „verdreht, falsch zitiert oder ignoriert“ worden seien und dass der Mensch, der in diesem Artikel beschrieben wurde, nicht Lurie sei. Den Brief unterschrieben neben Freunden und Bekannten auch etliche Persönlichkeiten aus der Kunst- und Kulturszene. Der Artikel fachte angeblich eine bereits bestehende Stalking-Situation weiter an und soll teilweise auf falschen Aussagen des Stalkers beruht haben.

### Trivia
Lurie ist Mitglied des inoffiziellen „Geheimclubs“ Sons of Lee Marvin, der in den 1980er Jahren von Jim Jarmusch in Andenken an den Schauspieler Lee Marvin gegründet wurde.

## Filmografie (Auswahl)
- 1980: Underground U.S.A.
- 1980: Permanent Vacation
- 1981: Subway Riders
- 1984: Stranger than Paradise
- 1984: Paris, Texas
- 1985: Susan … verzweifelt gesucht (Desperately Seeking Susan)
- 1986: Down by Law
- 1988: Die letzte Versuchung Christi (The Last Temptation of Christ)
- 1990: Wild at Heart – Die Geschichte von Sailor und Lula (Wild at Heart)
- 1991: Fishing with John (sechsteilige Fernsehdokumentarfilmreihe)
- 1995: Smoke
- 1998: New Rose Hotel
- 2000: Sleepwalk

## Diskografie (Auswahl)
- 1981–1998: mit The Lounge Lizards
- 1993: John Lurie National Orchestra: Men with Sticks (MtM/Crammed Discs) Trio mit Billy Martin und Calvin Weston
- 1991–1994: John Lurie National Orchestra: The Invention of Animals (Amulet) mit Billy Martin und Calvin Weston (ed. 2014)
- 1999: The Legendary Marvin Pontiac: Greatest Hits (Strange and Beautiful Music) u. a. mit John Medeski und Marc Ribot
- 2017: Marvin Pontiac: The Asylum Tapes (Strange and Beautiful Music)

### Soundtracks
- 1980: Permanent Vacation
- 1985: Stranger Than Paradise / The Resurrection of Albert Ayler (Made to Measure/Crammed Discs)
- 1987: Down by Law / Variety (MtM/Crammed Discs)
- 1989: Mystery Train (Milan)
- 1991: Fishing with John (Strange and Beautiful Music, 1998)
- 1995: Get Shorty (Verve)
- 1996: Manny & Lo
- 1997: Excess Baggage (dt. Ärger im Gepäck) (Prophesy)
- 1998: Clay Pigeons – Lebende Ziele (unveröffentlicht)
- 1999: African Swim / Manny & Lo (Strange and Beautiful Music)
- 2003: Late Night with Conan O’Brien: 10th Anniversary Special (unveröffentlicht)
- 2024: Painting with John (Music from the Original TV Series) (Strange and Beautiful Music)